# قائمة السلطات

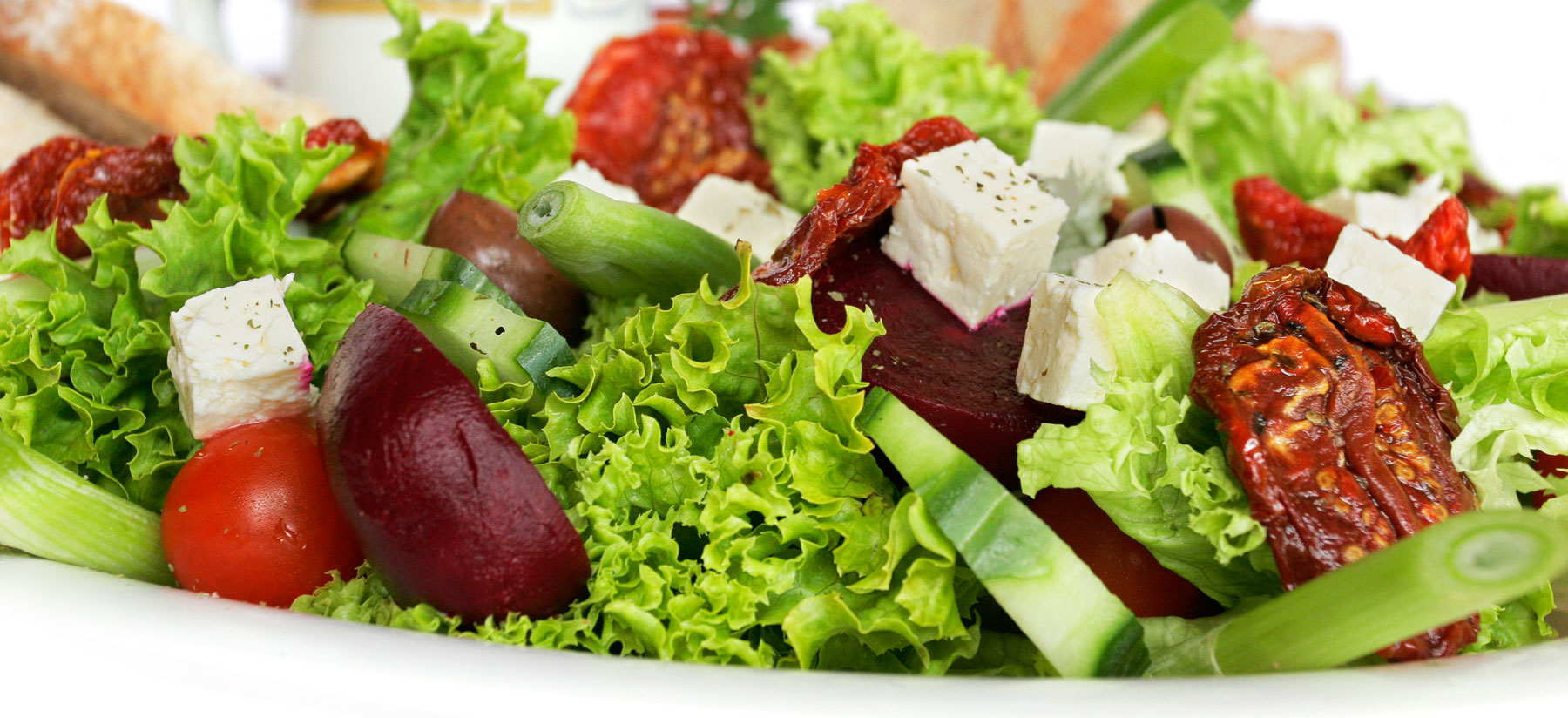
سلطة الحديقة تتكون من الخس، والطماطم المجففة والطماطم الكرزية، والشمندر، والخيار وجبنة الفيتا

السلطة هي طائفة واسعة من الأطباق وتدخل في تكوينها مواد مختلفة تتضمن الخضراوات الورقية والخضراوات الأخرى وأنواع المعكرونة والبقوليات والحبوب. كما تستخدم في السلطات المختلفة اللحوم والدواجن والمأكولات البحرية والفواكه. وتشمل السلطات مزيجاً من الأطعمة الباردة أو الساخنة.

## أنواع السلطات
| اسم الطبق               | صورة | المنشأ                                                                                     | النوع                    | الوصف |
| ----------------------- | ---- | ------------------------------------------------------------------------------------------ | ------------------------ | --- |
| سلطة أكار               |      | مطبخ إندونيسي، ماليزيا، سنغافورة                                                           | سلطة خضراوات             | تصنع من الفول والجزر والملفوف، حيث يتم تخليل هذه المكونات في خل وفلفل حار مجفف. ثم تغمس الخضراوات المخللة في فول سوداني مطحون. |
| أمبروسيا                |      | الولايات المتحدة                                                                           | سلطة فواكه               | تمزج مع كريمة حامضة و\أو قشدة مخفوقة محلّاة، وحلوى الخطمي، والأناناس، واليوسفي وجوز الهند. كما يمكن إضافة العلّيق والفراولة. |
| أنتيباستو               |      | إيطاليا                                                                                    | سلطة لحم                 | سلامي إيطالي وجبن إيطالي وخس وزيتون وصلصة إيطالية |
| سلطة عربية              |      | مطبخ عربي                                                                                  | سلطة خضراوات             | تتضمن أنواع مختلفة من الخضراوات والتوابل، وتقدّم كجزء من المقبلات |
| سلطة الفاصولياء         |      |                                                                                            | سلطة فاصولياء            | فاصولياء (فاصوليا خضراء, صفراء فاصولياء شائعة), حمص شائع , فاصولياء ذات الشكل الكلوي, بصل، فلفل حلو خضار |
| سلطة سيزر               |      | كاليفورنيا                                                                                 | سلطة خضراء               | خس، كروتون، زيت زيتون ليمون، جبن بارما صلصة ورشسترشاير، أنشوفة وفلفل أسود. تضاف أحياناً قطع الدجاج. |
| سلطة الشيف              |      |                                                                                            | سلطة الخضراوات واللحم    | Usually made with بيض مسلوق بيض (طعام), strips of هام or another لانشون (such as لحم بقري مشوي، تركيا, or الدجاجة كطعام), كروتونs, tomatoes, خيارs, and جبن (often crumbled), all placed upon a bed of tossed خس or other خضار ورقيةs. Several early recipes also include أنشوفة. The dressing on this salad was traditionally صلصة ثاوزند أيلاند, and it may be served with other dressings. |
| سلطة الدجاج             |      | عالمية                                                                                     | سلطة لحم                 | Any سلطة that comprises chicken as a main ingredient. Other common ingredients include boiled eggs, mayonnaise, and a variety of صلصة الخردل. |
| سلطة الزعلوك            |      | مطبخ مغربي                                                                                 | سلطة خضراوات             | الفلفل والفلفل الحار والأخضر، الباذنجان الخل والطماطم |
| سلطة تشيلية             |      | مطبخ تشيلي                                                                                 | سلطة خضراوات             | سلطة من الخضار أساسها الباذنجان والطماطم والفلفل الأخضر الحلو والحار والقزبور والمقدونيس. |
| Chinese chicken salad   |      | American Chinese cuisine                                                                   | سلطة لحم                 | A salad with دجاجة flavored by Chinese seasonings, popular in the United States. |
| سلطة الراعي             |      | تركيا                                                                                      | سلطة خضراوات             | A combination of finely chopped tomatoes, cucumbers, onions, green peppers and flat-leaf parsley. The dressing consists of a simple mix of lemon juice, extra virgin olive oil and salt. |
| سلطة كوب                |      | United States                                                                              | سلطة خضراوات             | The original recipe contained: lettuce (خس، جرجير الماء، هندباء برية, and خس روماني), tomatoes, crisp باكون، الدجاجة كطعام، بيض مسلوق، أفوكادو، روكفور cheese, ثوم معمر and vinaigrette. |
| كول سلو                 |      | Worldwide                                                                                  | Cabbage                  | Coleslaw, sometimes is a type of سلطة consisting primarily of shredded raw ملفوف. It may also include shredded جزرs. |
| Crab Louie              |      | United States                                                                              | Seafood salad            | A typical Crab Louie salad consists of سرطان (حيوان) meat, hard boiled eggs, tomato, هليون, cucumber and is served on a bed of Romaine lettuce with a Louie dressing based on mayonnaise, صلصة الشيلي and فلفل حلو on the side. Some recipes include زيتونs and بصل أخضرs. |
| Curtido                 |      | Central America                                                                            | Cabbage                  | A lightly تخمير (أغذية) cabbage relish. |
| Dressed herring         |      | مطبخ روسي                                                                                  | Herring and سلطة خضراوات | Diced, salted سمك مملح covered with layers of grated, boiled vegetables (potatoes, carrots, beet roots), chopped onions, and مايونيز. |
| Egg salad               |      |                                                                                            | Egg salad                | Egg salad is often used as a شطيرة spread, typically made of chopped hard-boiled eggs, mayonnaise, mustard, minced celery or onion, ملح الطعام، فلفل أسود and بابريكا. |
| فتوش                    |      | مطبخ لبناني                                                                                | Bread salad              | A bread salad made from toasted or fried pieces of خبز عربي bread (khubz 'arabi) combined with mixed greens and other خضارs. |
| Fiambre                 |      | غواتيمالا                                                                                  | سلطة لحم                 | A traditional Guatemalan salad eaten on November 1 and 2, to celebrate the يوم الموتى (Día de los Difuntos) and the جميع القديسين (Día de los Santos). It is a salad, served chilled, and may be made up from over 50 ingredients. |
| سلطة فواكه              |      | Worldwide                                                                                  | سلطة فواكه               | Made with various types of ثمرة, served either in their own juices or a شراب صيدلاني. Also known as a سلطة فواكه. |
| قادو قادو               |      | مطبخ إندونيسي                                                                              | سلطة خضراوات             | A traditional dish in مطبخ إندونيسي, and is a سلطة خضراوات served with a peanut sauce dressing, eaten as a main dish. |
| سلطة                    |      | Worldwide                                                                                  | Green salad              | Made with خس such as iceberg, romaine or mesclun greens. Other toppings may include: tomatoes, carrots, onions, cucumbers, mushrooms, فلفل حلوs. |
| الأرز الممجد            |      | United States                                                                              | سلطة فواكه               | Made from rice, crushed pineapple, egg, sugar, vinegar, flour and whipped cream. It may be decorated with maraschino cherries. |
| Golbaengi muchim        |      | كوريا                                                                                      | Fish salad               | Made with Neverita didyma, (a حلزون البحر), الحبار المبشور المجفف or dried Alaska pollack, vegetables such as sliced cucumber, and shredded scallions, and mixed with a hot and spicy sauce. The sauce is generally made with gochujang (فلفل حار paste), فلفل حار powder, vinegar, sugar, salt, minced garlic, and زيت السمسم.                                                               |
| سلطة يونانية            |      | Greece                                                                                     | سلطة خضراوات             | Made with wedges of tomatoes, cucumber, green bell peppers, البصل الأحمر, sliced or cubed فيتا (جبن) cheese, and kalamata زيتونs, typically seasoned with salt, black pepper and dried مردقوش شائع, and dressed with olive oil. |
| Ham salad               |      |                                                                                            | سلطة لحم                 | Includes ham, mayonnaise or سلطة, diced شبت or sweet قثاء مخلل or pickle relish, chopped hard boiled egg, and perhaps onions, celery, cucumber or tomatoes. |
| سلطة كابريزي            |      | Italian region of كامبانيا                                                                 | Tomato and cheese salad  | Made of sliced fresh buffalo mozzarella, tomatoes and ريحان, and seasoned with salt, pepper, and olive oil. |
| Israeli salad           |      | سلطة إسرائيلية                                                                             | سلطة خضراوات             | Chopped salad of finely diced tomato and cucumber. Usually made of tomatoes, cucumbers, onions and parsley, and dressed with fresh lemon juice, olive oil and black pepper. Generally, the cucumbers are not peeled. The key is using very fresh vegetables and chopping them as finely as possible.                                                                                          |
| Jello salad             |      | United States                                                                              | سلطة فواكه               | Made with flavored جيلاتين، ثمرة and sometimes grated carrots or, more rarely, other vegetables. Other ingredients may include جبن قريش، جبنة كريمية، حلوى الخطميs, بندقة or عقدية (مخبوزات)s. |
| Karedok                 |      | جاوة الغربية، مطبخ إندونيسي                                                                | سلطة خضراوات             | A raw سلطة خضراوات made from cucumbers, bean sprouts, ملفوف، بقلs, ريحان تايلندي, and small green eggplant. |
| Kinilnat                |      | مطبخ فلبيني                                                                                | سلطة خضراوات             | The leaves, shoots, blossoms, or the other parts of بطاطا حلوة، قرع مر and/or other edible plants are boiled and drained and dressed with bagoong (preferably) or صلصة السمك, and sometimes souring agents like كالامانسي or بندورة كرزيةes are added, as well as freshly ground زنجبيل. |
| كسير                    |      | مطبخ تركي                                                                                  | Cereal salad             | A side dish made from fine برغل, parsley, and tomato paste. |
| لارب                    |      | Lao (cuisine) and the يسان region of تايلاند                                               | سلطة لحم                 | A spicy سلطة لحم usually made with دجاجة، لحم بقر، بط، تركيا، لحم الخنزير or sometimes سمك, flavored with صلصة السمك، ليم juice and herbs. |
| ليوتيكا                 |      | بلغاريا                                                                                    | سلطة خضراوات             | Made from roasted peppers, tomatoes, ثوم, onions, and زيت نباتي, usually crushed with a pestle in a mortar. |
| سلطة معكرونة            |      | Worldwide                                                                                  | Pasta salad              | Made with cooked elbow معكرونة pasta served cold and usually prepared with mayonnaise. |
| Macedonia salad         |      |                                                                                            | سلطة فواكه               | Composed of small pieces of ثمرة or خضارs. The former is eaten as a dessert, the latter as a cold salad. |
| مطبوخة                  |      | المغرب                                                                                     | سلطة خضراوات             | Mainly made with tomatoes, roasted peppers, زيت الطهي and ثوم which are cooked together. |
| Mesclun                 |      | بروفنس, France                                                                             | سلطة خضراوات             | A salad mix that traditionally mix includes chervil, arugula, leafy lettuces and endive in equal proportions, but modern iterations may include an undetermined mix of fresh and available lettuces and greens. |
| Michigan salad          |      | United States                                                                              | سلطة خضراوات             | Green salad usually topped with فواكه جافة كرز، جبنة زرقاء, and a vinaigrette salad dressing. |
| Naem khluk              |      | مطبخ تايلاند                                                                               | سلطة لحم                 | Crumbled, deep-fried balls of sticky rice and naem (fermented sausage of pork skin mixed with sticky rice) are mixed with sliced shallots, dried chillies, fish sauce and lime juice. It is served with raw vegetables and fresh herbs. |
| سلطة نيسواز             |      | الريفييرا الفرنسية region of France, originating in and named for the city of نيس, France. | سلطة خضراوات             | خس روماني, native Nicoise زيتونs and garnished with tinned أنشوفة. The salad is served with traditional ديجون vinaigrette. |
| Panzanella              |      | فلورنسا, Italy                                                                             | Bread salad              | a خبز salad that includes sliced bread and fresh tomatoes flavored with basil, olive oil, and vinegar, often with salt and Black pepper. |
| Pao cai                 |      | مطبخ صيني and مطبخ سيشوان cuisine                                                          | سلطة خضراوات             | A pickled cabbage salad. |
| Pasembur                |      | ماليزيا                                                                                    | Fish salad               | Shredded cucumber, لفت، بطاطس، توفو, bean sprouts, قريدس fritters, spicy fried سرطان (حيوان), fried أخطبوط, etc. served with a sweet and spicy nut sauce. |
| سلطة باستا ‏             |      | Worldwide                                                                                  | Pasta salad              | Prepared with one or more types of باستا, usually chilled, and most often tossed in a vinegar, oil or mayonnaise-based dressing. |
| Perigourdine            |      | Périgord, SW France                                                                        | سلطة خضراوات             | Lettuce with croutons, duck gesiers (gizzards), جوز and a vinaigrette dressing made with walnut oil. |
| Phla mu                 |      | مطبخ تايلاند                                                                               | سلطة لحم                 | A spicy Thai salad of grilled pork, lemongrass, mint, قرصعنة كريهة الرائحة and الكراث الأندلسيs, with a dressing of lime juice, sweet chilli paste (nam phrik phao), fish sauce, pounded garlic and bird's eye chili. |
| سلطة بياز               |      | تركيا                                                                                      | سلطة فاصولياء            | تصنع من أي نوع من أنواع الفاصولياء الجافة مع بيض مسلوق وبصل مجفف (أحياناً يضاف الخس لإضافة النكهة الطازجة) |
| سلطة بوك                |      | هاواي                                                                                      | سلطة المأكولات البحرية   | تتكون من تونة الزعنفة الصفراء المقطعة، والساشميي المنقوع في ملح البحر مع كمية صغيرة من صلصة الصويا والسمسم المسحوق وزيت ألوريتس وليمو عشب بحري وفلفل حار مفروم. |
| سلطة بطاطس              |      | عالمية                                                                                     | سلطة بطاطس               | تصنع من البطاطا ومواد أخرى تختلف من منطقة إلى أخرى. مثلاً سلطة البطاطا الأمريكية تستخدم فيها المايونيز أو الكريمة الحامضة، وسلطة البطاطا العربية تستخدم فيها اللبن أو الطحينة. |
| متبل الراهب             |      | لبنان                                                                                      | سلطة خضراوات             | يُحضّر من الباذنجان والبندورة. |
| سلطة روجاك              |      | ماليزيا، سنغافورة ومطبخ إندونيسي                                                           | سلطة فواكه               | سلطة خضراوات وفواكه |
| سلطة أوليفيه سلطة روسية |      | مطبخ روسي                                                                                  | سلطة لحم وبطاطا          | المكونات هي بطاطا مقطعة مكعبات وبيض مسلوق وبازيلاء خضراء ومخلل ولحم (أحياناً يستخدم السمك أو المأكولات البحرية) ويضاف المايوتيز |
| سلطة السبع طبقات        |      | الولايات المتحدة                                                                           | سلطة خضراوات             | تحوي خس آيسبرغ، طماطم، بصل، خيار، بسلة الزهور، البيض المسلوق، جبنة تشيدر الحارة، وقطع باكون. |
| سلطة إيرانية            |      | إيران                                                                                      | سلطة خضراوات             | تصنع من الطماطم المقطعة والخيار وزيت الزيتون وعصير الليمون والنعنع. |
| سلطة سابيتش             |      | إسرائيل                                                                                    | سلطة بيض                 | تصنع من الباذنجان والبيض المسلوق وطحينة وبقدونس وبطاطس وسماق. كما يمكن إضافة العمبه والزعتر النابلسي |
| سلطة الراعي             |      | جمهورية مقدونيا                                                                            | سلطة لحم وخضراوات        | تحوي طماطم وخضراوات وبصل وفلفل أحمر وبقدونس وجبن أبيض مالح وبيض وجبن أصفر (قشقوان) ومشروم ولحم الخنزير |
| سلطة شوبسكا             |      | بلغاريا                                                                                    | سلطة خضراوات             | تصنع من الطماطم والخيار والبصل والخضراوات الخام أو الفلفل الأحمر المحمص والبقدونس والجبن المالح الأبيض. |
| سلطة سنكيرز             |      | الولايات المتحدة                                                                           | سلطة الحلوى              | مزيج من سنيكرز وتفاح وقشدة مخفوقة أو الكريمة، وتقدم في وعاء. |
| سوم توم                 |      | تايلاند.                                                                                   | سلطة خضراوات             | سلطة حارة تصنع من البابايا غير الناضجة المقطعة. |
| شالوت                   |      | بولندا.                                                                                    | سلطة بطاطس               | تصنع بسلق البطاطا والجزر والبازيلا والهام وأنواع مختلفة من النقانق والسمك المملح والبيض المسلوق وتتبل بزيت الزيتون والمايونيز. |
| تبولة                   |      | مطبخ لبناني                                                                                | سلطة خضراوات             | بقدونس ونعنع مفرومان فرماً ناعماً مع برغل ناعم وبندورة وبصل أخضر وأعشاب أخرى. يضاف عصير الليمون وزيت الزيتون وتوابل أخرى كالفلفل الأسود. |
| سلطة التاكو             |      | المكسيك والولايات المتحدة                                                                  | سلطة لحم                 | تُرتية مقلية مع الخس المقطع والطماطم وجبنة التشيدر والكريمة الحامضة وصلصة التاكو، ويضاف على وجه الطبق اللحم المفروم أو الدجاج المقطع المتبل. ويمكن أن تحوي هذه السلطة الفاصوليا. |
| سلطة بابايا خضراء       |      | لاوس                                                                                       | سلطة خضراوات             | تصنع من البابايا غير الناضجة المقطعة وتقدم مع الأرز اللزج |
| تام مو يو               |      | مطبخ تايلاند                                                                               | سلطة لحم                 | |
| تاراموسالاتا            |      | اليونان وتركيا                                                                             | بطارخ السمك              | من المقبلات اليونانية والتركية. وتصنع تقليدياً من سمك التاراماس وبطارخ سمك القد المملحة، حيث تمزج البطارخ مع البقسماط والبطاطا المهروسة والليمون والخل وزيت الزيتون.. |
| سلطة التونا             |      |                                                                                            | Fish salad               | مزيج من ثلاثة مكونات رئيسية: التونة والبيض وبعض المانيونيز أو الخردل |
| فينيغريت                |      | مطبخ روسي                                                                                  | سلطة خضراوات             | خضراوات مسلوقة مقطّعة (جذور البنجر والبطاطا والجزر)، بصل مقطع، ومخلل الملفوف أو خيار مخلل. كما تضاف أحياناً مواد أخرى كالبازيلاء والفاصولياء. تتبل هذه السلطة بالخل أو بيزيت عباد الشمس أو أي زيت نباتي آخر |
| سلطة والدورف            |      | فندق والدورف (نيويورك)                                                                     | سلطة فواكه               | شرائح التفاح والكرفس والجوز المقطع، وعنب، ومايونيز |
| سلطة ووترغيت            |      | وسط غرب الولايات المتحدة                                                                   | سلطة حلوى                | تصنع من بودينغ الفستق المعلّب، وكريمة مخفوقة. |
| Wurstsalat              |      | ألمانيا، الألزاس، سويسرا، النمسا.                                                          | سلطة لحم                 | سلطة نقانق مع الخل والبصل والزيت. |
| يام خاي داو             |      | مطبخ تايلاند                                                                               | سلطة بيض                 | سلطة توابل تايلندية من البيض المقلي |

## صلصات السلطة
فيما يلي أهم أنواع الصلصات والتتبيلات التي تستخدم للسلطات:
- صلصة الجبن الأزرق
- سلطة سيزر
- زيت زيتون
- صلصة فرنسية
- ديجون العسل
- حمص بطحينة
- صلصة إيطالية
- صلصة لويس
- صلصة الرانش
- خل الأرز
- صلصة روسية
- طحينة
- صلصة الألف جزيرة
- صلصة وافو

## المراجع

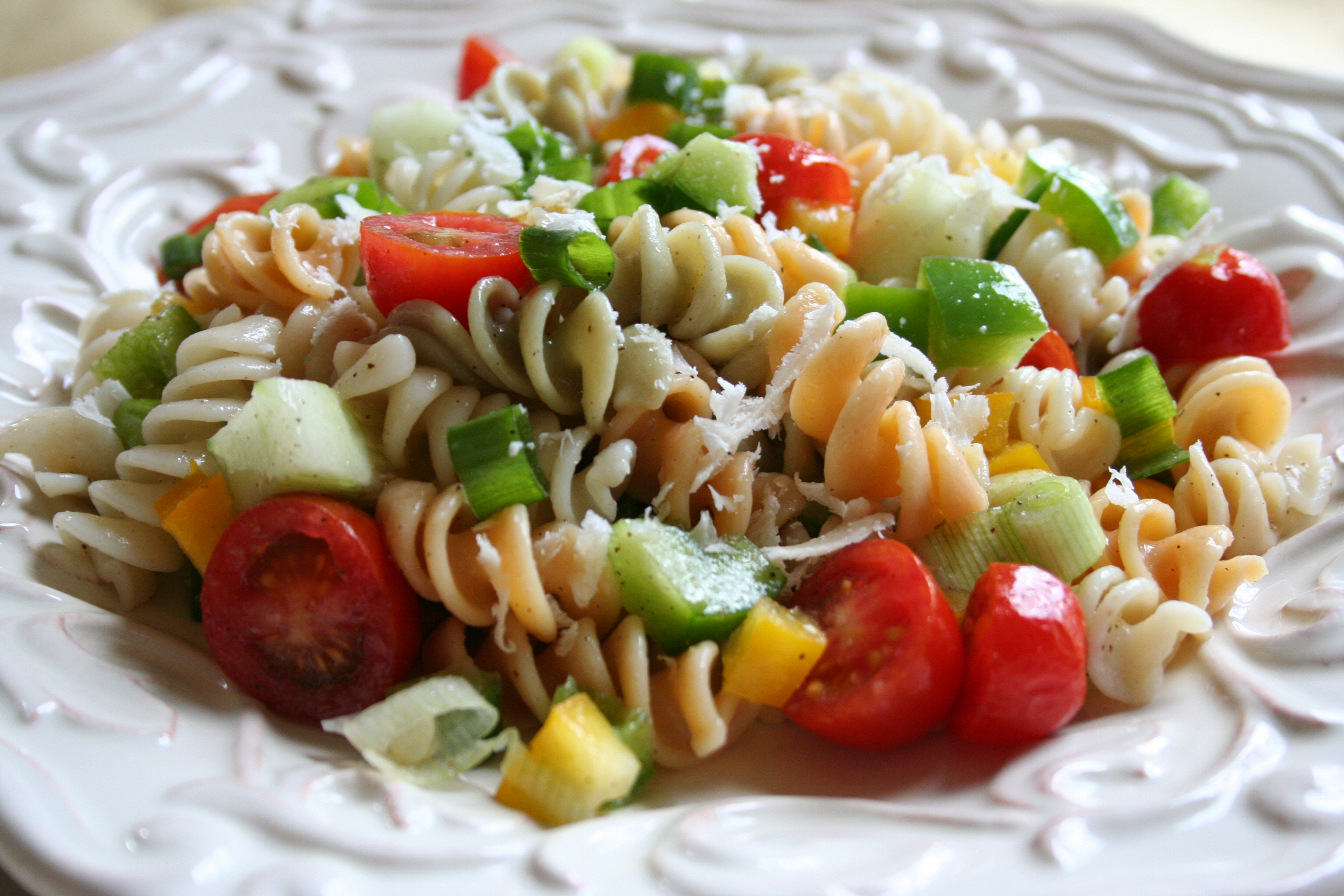
سلطة باستا